# Bom Jesus das Selvas
Pour les articles homonymes, voir Bom Jesus.
Bom Jesus das Selvas est une municipalité brésilienne située dans l'État du Maranhão.